# Andrena afrensis
Andrena afrensis är en biart som beskrevs av Warncke 1967. Andrena afrensis ingår i släktet sandbin, och familjen grävbin. Inga underarter finns listade i Catalogue of Life.